# Daishō

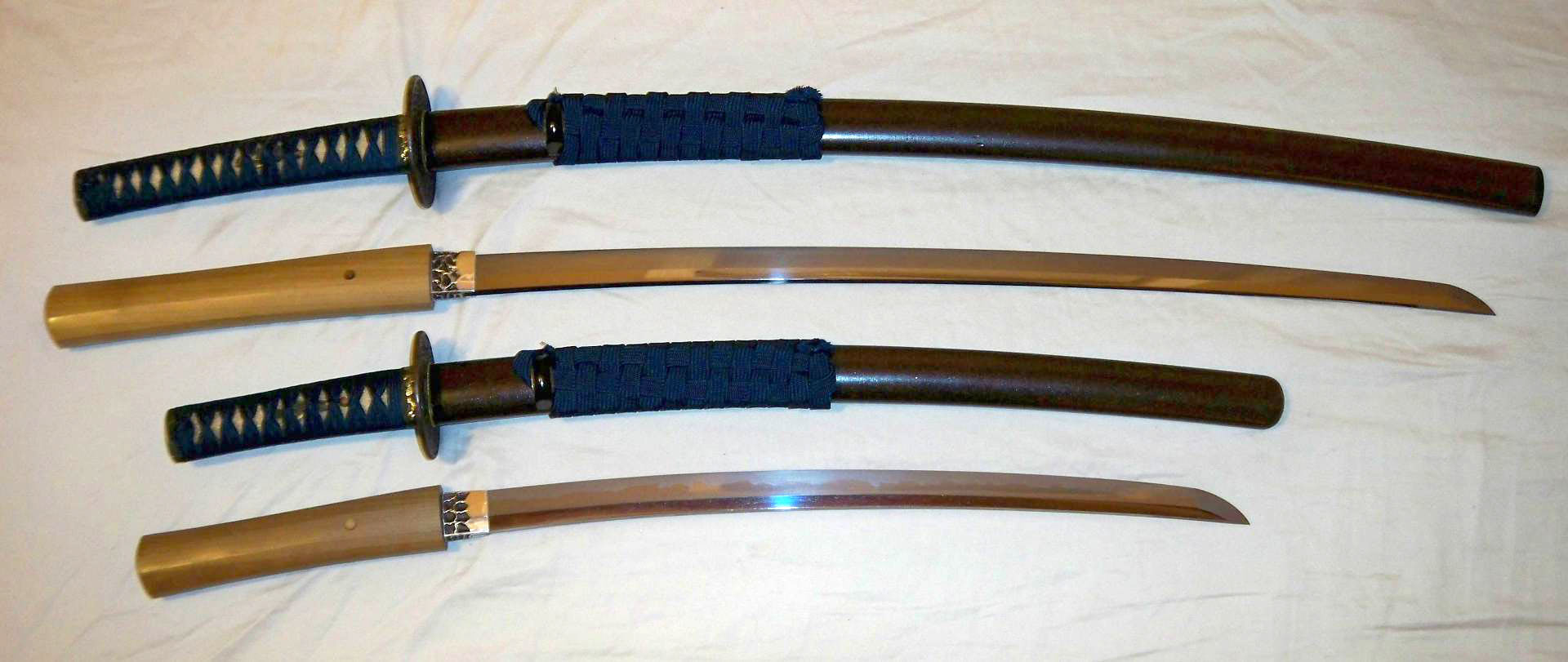
Daishō.

El daishō (大小?   lit. "grande y pequeña") es la pareja de sables tradicionales del samurái, la katana y el wakizashi, los cuales son llevados juntos. La etimología de esta palabra queda más clara cuando se usan los términos daitō (espada grande) y shōtō (espada pequeña); daitō + shōtō = daishō. La katana era usada en el campo de batalla y para la mayoría de los propósitos, mientras que el wakizashi era considerado un arma de cuerpo a cuerpo y de menor rango.
Aunque la imagen ideal de esta pareja de armas se compone de una katana y wakizashi, el concepto del daisho designa a cualquier combinación de una hoja larga y una más corta, incluyendo también la uchigatana, el tachi y el tantō.
Este conjunto de armas solían pertenecer a algún antepasado de la familia del samurái, ya que así aumentaría el honor de su casa y se vería protegido por sus antepasados.